# Mechtild von Geldern
Mechtild von Geldern (* um 1324; † 1384 in Huissen) war Gräfin von Kleve (1347–1368) und späterhin Anwärterin auf den Herzogstitel von Geldern (1371–1379). Sie stammte aus der Familie der Flamenses.

## Leben
Die zweitgeborene Tochter Herzog Rainalds II. von Geldern und Zutphen, aus dessen erster Ehe mit Sophia Berthout war eine der außergewöhnlichen Frauengestalten des Spätmittelalters, die heute weitgehend in Vergessenheit geraten sind. Doch unterschied sich ihr Werdegang zunächst kaum von dem anderer adliger Frauen. Drei Ehen ging sie im Verlaufe ihres Lebens ein, doch blieb sie kinderlos. Ihr erster Gemahl, Gottfried von Loon, der 1342 nach nur sechsjähriger Ehe auf einer Preußenfahrt zu Tode kam, hinterließ ihr umfassende Renten in Maaseik. Als ihr Vater 1343 verschied und kurz darauf ihre ältere Schwester unverheiratet verstarb, ging zudem der mütterliche Erbteil, die Herrschaft Mechelen, an Mechtild über. Nun finanziell bestens ausgestattet, ehelichte sie zu Beginn des Jahres 1348 den Grafen Johann von Kleve.
In ihrer geldrischen Heimat entspann sich zu dieser Zeit ein Machtkampf der beiden führenden Adelsgeschlechter, der das Herzogtum in seinen Grundfesten erschüttern sollte. Bronkhorsten und Hekeren setzten dabei jeweils auf einen der halbwüchsigen Söhne Herzog Rainalds aus dessen zweiter Ehe. In den folgenden Jahren unterstützte Mechtilds Gemahl den älteren der beiden, Rainald III., tatkräftig. Er wahrte damit nicht allein die Interessen seiner Gattin, deren Mitgift nicht ausbezahlt worden war, sondern verstand es auch, das klevische Territorium zu vergrößern. Mechtild blieb bei all diesen Aktivitäten zwar im Hintergrund, doch ermöglichte erst die Verpfändung ihrer umfangreichen Besitzungen die Finanzierung des Krieges. Als sich im Jahr 1363 endgültig die Partei Eduards von Geldern behaupten konnte, war der Graf von Kleve hoch verschuldet und der größte Teil seiner Besitzungen verpfändet – nicht zuletzt an seine Gemahlin. Diese wuchs in seinen letzten Regierungsjahren mehr und mehr in die Rolle der stellvertretenden Regentin hinein. Nach dem Tod des Grafen ging Kleve an das auch von Mechtild favorisierte Haus von der Mark über. Der Witwe fielen unter anderem die geldrischen Pfandbesitzungen zu. Gemeinsam mit Herzog Eduard wahrte sie die geldrischen Interessen.
Die annähernd fünfzigjährige Altgräfin von Kleve zog sich zunächst auf die Burg Huissen zurück. Doch sollte ihr die größte Herausforderung ihres Lebens noch bevorstehen: Als ihre beiden Halbbrüder im Jahr 1371 kinderlos verstarben, griff sie in den erneut aufbrechenden innergeldrischen Konflikt ein. Da das Herzogtum das kaiserliche Privileg der weiblichen Erbfolge besaß, konnte Mechtild nun selbst die Herzogswürde beanspruchen. Aus dieser Zeit stammt ein repräsentatives Bildnissiegel Mechtilds nach westlichem Vorbild. Tatsächlich konnte die selbstbewusst auftretende Anwärterin mit der Partei der Hekeren eine große Anhängerschaft gewinnen. Doch auch ihre jüngere Schwester, die Herzogin Maria von Jülich, meldete, stellvertretend für ihren Sohn, Anspruch auf das Erbe an. Es folgten langwierige kriegerische Auseinandersetzungen. Mechtild verpfändete den Großteil ihrer Besitzungen, um den Kampf finanzieren zu können und ging, um ihre Akzeptanz als Landesherrin zu erhöhen, sogar erneut eine Ehe ein, mit dem fast zwanzig Jahre jüngeren Grafen Johann II. von Blois.
Dass Mechtild sich  – zumindest im Norden des Herzogtums – über acht Jahre hinweg behaupten konnte, verdankte sie vermutlich ihrem diplomatischen Geschick. Eine umfassende Sammlung volkssprachiger Briefe, die an sie gerichtet waren, legt noch heute Zeugnis über den Verlauf dieser Auseinandersetzungen ab. Nicht wenige der Dokumente stammen von befreundeten adligen Damen, wie der Herzogin Johanna von Brabant, die Mechtilds Bemühungen nach Kräften unterstützten. Die inhaltliche Bandbreite der Stücke reicht von der innigen Freundschaftsbezeugung bis zur geheimen diplomatischen Mission. Unter diesen Dokumenten finden sich einige der ältesten Privatbriefe des heute niederländischen und deutschen Sprachgebietes.
Obwohl Kaiser Karl IV. ihren siebenjährigen Neffen Wilhelm von Jülich bereits im Jahr 1373 mit dem Herzogtum belehnt hatte, kam es so erst im Jahr 1379 zu einer Einigung mit Jülich. Mechtild verzichtete auf ihre Rechte an Geldern und Zutphen, ohne jedoch ihre Titel zu verlieren. Darüber hinaus sicherte man ihr die umfangreichen Einnahmen des Zolles von Lobith auf Lebenszeit zu. Mechtild von Geldern verstarb fünf Jahre später auf der Burg Huissen.